# Еспинки
Еспинки — деревня в Касимовском районе Рязанской области. Входит в Савостьяновское сельское поселение

## География
Находится в северо-восточной части Рязанской области на расстоянии приблизительно 20 км на восток-северо-восток по прямой от районного центра города Касимов.

## История
В 1862 году здесь (тогда деревня Елатомского уезда Тамбовской губернии) было учтено 24 двора.
Рассказ одной из жительниц деревни Тихомировой (Фокиной) Марии Ивановны (род. и жила в деревне с 1936 по 1954 года) : "Школы у нас в деревне не было, первые 4 класса учиться ходили в деревню Ласино, что за полкилометра от нашей деревни. В 5 класс пошли уже за 7 километров в Елатьму, каждое утро так далеко ходили. В голодные годы войны ходили собирали гнилую картошку на соседних полях, из нее потом крахмал делали, добавляли то в хлеб, то ещё куда... не помню уже. Уехала я от туда работать, дом наш сгорел уж давно, не знаю кто там и живёт в этой деревне сейчас".

## Население
Численность населения: 311 человек (1862 год), 542 (2014), 22 в 2002 году (русские 100 %), 10 в 2010.